# 西智义胡同
39°54′06″N 116°21′52″E / 39.90173110000001°N 116.3644066°E
西智义胡同，是位于北京市西城区中部的一条胡同。

## 简介
西智义胡同为南北走向，南到铜光胡同，北到园宏胡同。全长137.5米，平均宽4米。因为地势低洼，清朝此地泛称“猪尾坑”、“猪尾大坑”、“猪尾巴大坑”。旁边的胡同称为“猪尾胡同”。1911年后雅化称为“智义伯胡同”。后来析为东、西两条胡同，该胡同在西，1965年北京市整顿地名时定名为“西智义胡同”。清朝最后一个状元刘春霖曾在西智义胡同2号居住。